# Курагино (городское поселение)
Посёлок Курагино — муниципальное образование со статусом городского поселения в Курагинском районе Красноярского края.
Административный центр — пгт Курагино.
В рамках административно-территориального устройства соответствует административно-территориальной единице посёлок городского типа Курагино (с подчинёнными ему 3 населёнными пунктами).

## Население
| 2010    | 2011    | 2012    | 2013    | 2014    | 2015    | 2016    |
| ------- | ------- | ------- | ------- | ------- | ------- | ------- |
| 14 266  | ↘14 200 | ↘14 075 | ↘14 038 | ↘13 905 | ↘13 815 | ↘13 721 |
| 2017    |         |         |         |         |         |         |
| ↗13 749 |         |         |         |         |         |         |

## Состав
В состав городского поселения входят 3 населённых пункта:
| № | Населённый пункт | Тип населённого пункта      | Население |
| - | ---------------- | --------------------------- | --------- |
| 1 | Курагино         | пгт, административный центр | ↘13 027   |
| 2 | Ойха             | посёлок                     | 523       |
| 3 | Студеный         | посёлок                     | 0         |

## Местное самоуправление
Курагинский поселковый Совет депутатов
Дата избрания: 14.03.2010. Срок полномочий: 5 лет. Количество депутатов:  15
Глава муниципального образования
- Кнауб Сергей Александрович. Дата избрания: 07.10.2015. Срок полномочий: 5 лет